# Giriasih (Batujajar)
Giriasih is een bestuurslaag in het regentschap Bandung Barat van de provincie West-Java, Indonesië. Giriasih telt 10.548 inwoners (volkstelling 2010).